# Thelypteris pavoniana
Thelypteris pavoniana är en kärrbräkenväxtart som först beskrevs av Kl., och fick sitt nu gällande namn av R. Tryon. Thelypteris pavoniana ingår i släktet Thelypteris och familjen Thelypteridaceae. Inga underarter finns listade.